# Kąkolewo (Grodzisk Wielkopolski)
Pour les articles homonymes, voir Kąkolewo.
Kąkolewo (prononciation : [kɔnkɔˈlɛvɔ]) est un village polonais de la gmina de Grodzisk Wielkopolski dans le powiat de Grodzisk Wielkopolski de la voïvodie de Grande-Pologne dans le centre-ouest de la Pologne.
Il se situe à environ 10 kilomètres à l'ouest de Grodzisk Wielkopolski (siège de la gmina et du powiat) et à 51 kilomètres à l'ouest de Poznań (capitale régionale).

## Histoire
De 1793 à 1918, Konkolewo fait partie de l'arrondissement de Kosten jusqu'en 1818 puis de l'arrondissement de Buk jusqu'en 1887 puis de l'arrondissement de Grätz dans le district de Posen au sein de la province de Posnanie.
De 1975 à 1998, le village faisait partie du territoire de la voïvodie de Poznań.

Depuis 1999, Kąkolewo est situé dans la voïvodie de Grande-Pologne.